# La Mesa (California)
La Mesa è una città degli Stati Uniti, situata nel sud della California, nella Contea di San Diego.